# Goulven
Goulven (en bretó Goulc'hen) és un municipi francès, situat a la regió de Bretanya, al departament de Finisterre. L'any 2006 tenia 452 habitants.

## Demografia
| 1962                                       | 1968 | 1975 | 1982 | 1990 | 1999 |
| ------------------------------------------ | ---- | ---- | ---- | ---- | ---- |
| 561                                        | 510  | 444  | 470  | 482  | 447  |
| Des de 1962: població sense dobles comptes |      |      |      |      |      |

## Administració
| Període | Identitat            | Partit |
| ------- | -------------------- | ------ |
| 2008-   | Jean-Michel Ollivier |        |